# Ronja, the Robber's Daughter
Ronja, the Robber's Daughter (em japonês: 山賊の娘ローニャ, Hepburn: Sanzoku no Musume Rōnya) é uma série de televisão de animação japonesa baseada no livro Ronja, filha de ladrão escrito por Astrid Lindgren. Produzida pela Polygon Pictures, Studio Ghibli, NHK Enterprises e Dwango, a série é dirigida por Gorō Miyazaki. É a primeira série de televisão do Studio Ghibli. 
A Serious Lunch, com sede no Reino Unido, adquiriu os direitos de distribuição mundial, exceto no Japão e na Escandinávia. A Amazon começou a transmitir a série em seu serviço de streaming Prime Video em 27 de janeiro de 2017. A GKIDS lançou a série nos Estados Unidos em 20 de agosto de 2019.

## Personagens
- Ronja (ローニャ, Rōnya) Dublado por: Haruka Shiraishi (japonês), Teresa Gallagher (inglês)
- Mattis (マッティス, Mattisu) Dublado por: Takaaki Seki (japonês), Rufus Hound (inglês)
- Lovis (ロヴィス, Rovisu) Dublado por: Yukari Nozawa (japonês), Morwenna Banks (inglês)
- Birk (ビルク, Biruku) Dublado por: Reika Uyama (japonês), Kelly Adams (inglês) também conhecido como Birk Borkason
- Borka (ボルカ, Boruka) Dublado por: Atsuki Tani (japonês), Bob Golding (inglês)
- Undis (ウンディス, Undisu) Dublado por: Mika Doi (japonês), Beth Chalmers (inglês)
- Noddle-Pete (スカッレ・ペール, Sukarre Pēru) Dublado por: Umeji Sasaki (japonês), Adrian Edmondson (inglês)
- Fjosok (フョーソク, Fyōsoku) Dublado por: Shōichirō Akaboshi (japonês), Rasmus Hardiker (inglês)
- Pelje (ペリェ, Perye) Dublado por: Yūsuke Tezuka (japonês), Rasmus Hardiker (inglês)
- Tjorm (チョルム, Chorumu) Dublado por: Takeo Ogawa (japonês), Rasmus Hardiker (inglês)
- Sturkas (ストゥルカス, Suturukasu) Dublado por: Kenji Sugimura (japonês), Rasmus Hardiker (inglês)
- Knotas (クノータス, Kunōtasu) Dublado por: Takahiro Shimada (japonês), Bob Golding (inglês)
- Tjegge (チェッゲ, Chegge) Dublado por: Rintarou Nishi (japonês), Bob Golding (inglês)
- Lill-Klippen (リル・クリッペン, Riru Kurippen) Dublado por: Keiji Himeno (japonês), Giles New (inglês)